# Запроточный
Запрото́чный — село в Октябрьском районе Приморского края. Входит в состав Покровского сельского поселения.

## География
Село стоит в долине реки Раздольная на правобережной протоке.
Расстояние до районного центра села Покровка около 14 км.
Дорога к Запроточному идёт на запад от села Заречное, вверх по течению Раздольной. На запад (вверх по реке Раздольная) от села идёт дорога к сёлам Гранатовка и Синельниково-2.

## История
С 2002 года по 2011 год село носило наименование Запроточное.

## Население
| 2002 | 2010 |
| ---- | ---- |
| 249  | ↘198 |

## Улицы
| - ул. Весёлая, - ул. Заозёрная, - ул. Кубанская, | - ул. Надежды, - пер. Речной, - ул. Центральная. |

## Экономика
Сельскохозяйственные предприятия Октябрьского района.